# Anna Hutchison

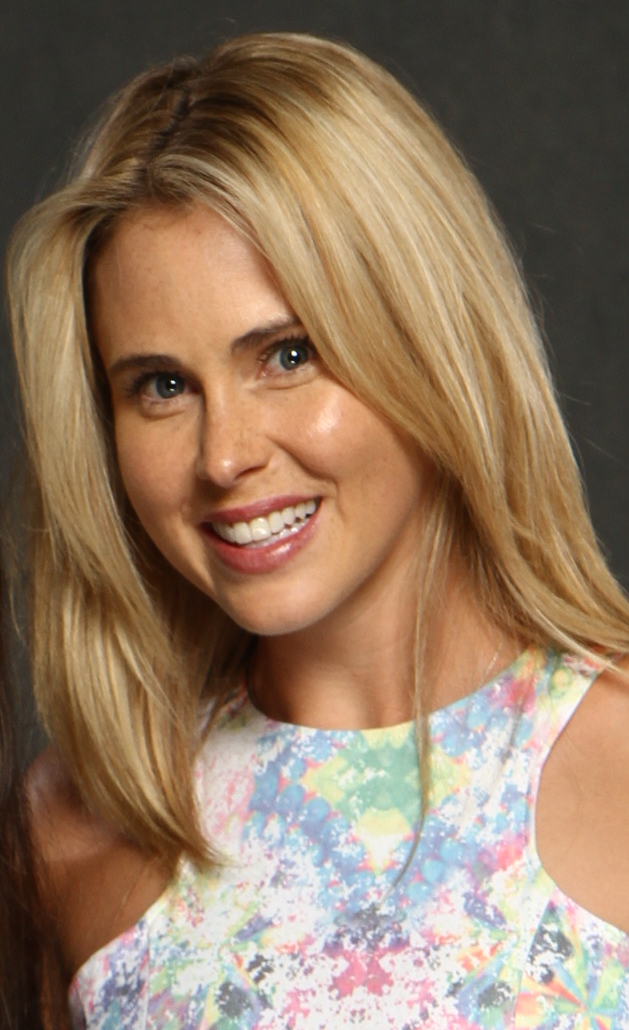
Anna Hutchison (2014)

Anna Hutchison (* 8. Februar 1986 in Auckland, Neuseeland) ist eine neuseeländische Schauspielerin.

## Karriere
Hutchison begann ihre Schauspielkarriere in der neuseeländischen Seifenoper Shortland Street. Größere Bekanntheit erreichte sie 2012 durch den Horrorfilm The Cabin in the Woods sowie 2013 durch ihre Rolle als Laeta in der dritten Staffel von Spartacus. 2017 spielte sie neben Nicolas Cage in Vengeance – Pfad der Vergeltung. Ihr Schaffen für Film und Fernsehen umfasst mehr als 40 Produktionen.

## Filmografie (Auswahl)
- 2002–2004: Shortland Street (Seifenoper)
- 2006: Wendy Wu – Die Highschool-Kriegerin (Wendy Wu: Homecoming Warrior, Fernsehfilm)
- 2007: Ride with the Devil (Fernsehserie)
- 2008: Power Rangers Jungle Fury (Fernsehserie, 32 Episoden)
- 2009: Underbelly: A Tale of Two Cities (Miniserie, 10 Episoden)
- 2009–2012: Go Girls (Fernsehserie, 37 Episoden)
- 2012: The Cabin in the Woods
- 2013: Blinder
- 2013: Spartacus (Fernsehserie, 10 Episoden)
- 2013–2014: Anger Management (Fernsehserie, 6 Episoden)
- 2015: Wrecker
- 2015: Bachelors
- 2015: The Right Girl (Fernsehfilm)
- 2016: Wrong Swipe (Swipe)
- 2016: Cup of Love (Love & Coffee)
- 2016: A Firehouse Christmas (Fernsehfilm)
- 2016: Sugar Mountain
- 2017: Vengeance – Pfad der Vergeltung (Vengeance: A Love Story)
- 2017: Splitting Image
- 2018: Murder at the Mansion
- 2018: Encounter
- 2019: Killer Reputation (Fernsehfilm)
- 2019: Robert the Bruce – König von Schottland (Robert the Bruce, auch Produktion)
- 2019: Secrets at the Lake
- 2019: Starting Up Love
- 2021: Mit Liebe umgarnt (A Love Yarn, Fernsehfilm)
- 2021: My Life Is Murder (Fernsehserie, Episode 2x04 Look Don't Touch)
- 2021: Destination Love (Fernsehfilm)